# FK Jerv
Fotbollsklubben Jerv är en norsk klubb från Grimstad. Klubben grundades 1921.
Klubbens hemmearena heter J.J. Ugland Stadion – Levermyr, och invigdes 1954. Arenans kapacitet är på 3300 åskådare (2017).
Laget spelar med gula tröjor, blå shorts och gula strumpor.
Klubben spelar i Eliteserien i säsongen 2022.

## Historia
Klubben grundades den 5 augusti 1921 med namnet Vestergatens FK. Namnet blev snart förändrat till Djerv, och 1923 fick klubben dagens namn. 
1954 invigdes arenan på Levermyr klubben fortfarande använder.
Klubben gikk upp och ner mellan andra och tredjedivision i början av 2000-talet. Från 2015 blev det första division och de har därefter vartit nära Eliteserien flera gånger för att 2021 ta steget upp till Eliteserien 2022 i Norge. 